# Bernardo (Fußballspieler, 1965)
Bernardo, mit vollem Namen Bernardo Fernandes da Silva (* 20. April 1965 in São Paulo), ist ein ehemaliger brasilianischer Fußballspieler.

## Karriere

### Vereine
Bernardo begann 17-jährig in Franca im Bundesstaat São Paulo beim ortsansässigen Associação Atlética Francana mit dem Fußballspielen und war nach zwei Spielzeiten eine ebenso lange Zeit in Marília beim Marília AC in der Jugend aktiv. Im Januar 1986 wurde er vom Erstligisten FC São Paulo verpflichtet, für den er fünf Spielzeiten bestritt und mit ihm drei Titel gewann.

#### FC Bayern München
Für eine Ablösesumme von 2 Mio. D-Mark verpflichtete ihn der Bundesligist FC Bayern München zur Saison 1991/92.
Am 3. August 1991 (1. Spieltag) debütierte Bernardo unter Trainer Jupp Heynckes in der Bundesliga. Beim 1:1-Unentschieden im Auswärtsspiel gegen Werder Bremen wurde er für Christian Ziege in der 76. Minute eingewechselt. Von den drei weiteren Einsätzen in der Bundesliga bestritt er am 7. September 1991 (8. Spieltag), beim 1:0-Sieg im Heimspiel gegen den 1. FC Kaiserslautern, 90 Minuten, in den er einmal verwarnt wurde. Ein weiteres Spiel über 90 Minuten absolvierte er für die Bayern am 18. September 1991 im UEFA-Pokal. Im Hinspiel der 1. Runde beim irischen Erstligisten Cork City erreichte er mit dem FC Bayern München ein 1:1-Remis.
Ende September 1991, nach 3 Monaten in Deutschland, verließ er die Bayern und kehrte nach Brasilien zurück.

#### Vereine in Brasilien und Mexiko
Nach kurzen Gastspielen bei SC Internacional und dem FC Santos wechselte er im gleichen Jahr zum Club América nach Mexiko. Nach einem Jahr kehrte er zurück nach Brasilien. Er spielte zunächst zwei Jahre für CR Vasco da Gama, mit dem er im letzten Jahr die Fußballmeisterschaft des Bundesstaates Rio de Janeiro gewann und anschließend zwei weitere Jahre für SC Corinthians. Nach einer weiteren Saison bei Athletico Paranaense ließ er seine Karriere 1998 mit einem weiteren Titel ausklingen.

### Nationalmannschaft
Bernardo absolvierte 1989 fünf Länderspiele für Brasilien, erstmals am 12. April in Teresina beim 2:0-Sieg im Test-Länderspiel gegen die Auswahl Paraguays, letztmals am 18. Juni in Kopenhagen beim 4:0-Sieg gegen die Auswahl Dänemarks.

## Sonstiges
Sein Sohn Bernardo Fernandes da Silva Junior (* 1995) ist ebenfalls Fußballspieler.

## Erfolge
- Staatsmeister von São Paulo: 1987, 1989, 1991
- Brasilianischer Meister: 1986, 1991
- Campeonato Carioca: 1994
- Copa do Brasil: 1995
- Staatsmeister von Paraná: 1998